# Disrupt
A Disrupt amerikai, rövid életű grindcore/crust punk együttes volt. Tagjai: Jay Styles, Alyssa Murry, Pete Kamarinos, Jeff Hayward és Terry Savanstano.
1987-ben alakultak meg a Massachusetts állambeli Lynnben. Az együttes két stúdióalbumot és több egyéb lemezt dobott piacra. Szövegeik fő témája az anarchia. 1994-ben feloszlottak, a tagok pedig más, hasonló jellegű és szintén tiszavirág életű együttesekbe mentek át. Tony Leone basszusgitáros 2016-ban elhunyt.

## Diszkográfia
- Unrest (1994, stúdióalbum)
- Disrupt (2008, stúdióalbum, posztumusz kiadás)